# Champs (Puy-de-Dôme)
Champs ist eine französische Gemeinde mit 421 Einwohnern (Stand: 1. Januar 2022) im Département Puy-de-Dôme in der Region Auvergne-Rhône-Alpes. Sie gehört zum Arrondissement Riom und zum Kanton Saint-Georges-de-Mons (bis 2015: Kanton Combronde).

## Geographie
Champs liegt etwa 18 Kilometer nördlich von Riom und etwa 30 Kilometer nördlich von Clermont-Ferrand. Umgeben wird Champs von den Nachbargemeinden Saint-Quintin-sur-Sioule und Ébreuil im Norden, Gannat und Saint-Priest-d’Ancelot im Nordosten, Vensat im Osten, Saint-Agoulin im Südosten, Joserand im Süden, Saint-Hilaire-la-Croix im Westen und Südwesten sowie Marcillat im Nordwesten.

## Bevölkerungsentwicklung
| Jahr                       | 1962 | 1968 | 1975 | 1982 | 1990 | 1999 | 2006 | 2013 |
| Einwohner                  | 257  | 245  | 232  | 238  | 236  | 258  | 291  | 381  |
| Quellen: Cassini und INSEE |      |      |      |      |      |      |      |      |